# Tamza
Tamza là một đô thị thuộc tỉnh Khenchela, Algérie. Dân số thời điểm năm 2002 là 8.58 người.